# Бонфин (Порту)
Бонфин (порт. Bonfim) — район (фрегезия) в Португалии, входит в округ Порту. Является составной частью муниципалитета Порту. Находится в составе крупной городской агломерации Большой Порту. По старому административному делению входил в провинцию Дору-Литорал. Входит в экономико-статистический субрегион Большой Порту, который входит в Северный регион. Население составляет 28 578 человек на 2001 год. Занимает площадь 3,05 км².
Покровителем района считается Сеньор-ду-Бонфин (порт. Senhor do Bonfim).